# John Shower
 (février 2024).
Le contenu est difficilement compréhensible vu les erreurs de traduction, qui sont peut-être dues à l'utilisation d'un logiciel de traduction automatique.
John Shower (1657-1715) est un éminent ministre non-conformiste anglais.

## Biographie
Frère aîné de Sir Bartholomew Shower, il est né à Exeter, et baptisé le 18 mai 1657. Son père, Guillaume, un riche marchand, meurt vers 1661, laissant une veuve (Dorcas, fille de Jean-Antoine) et quatre fils. Shower fait ses études successivement à Exeter, puis à Taunton auprès de Matthew Warren . Sa mère déménage avec lui à Londres et a comme professeur Edward Veal  et à l'académie de Newington Green Charles Morton (éducateur) (en) .
En 1677, avant vingt ans, il commence à prêcher, sur les conseils de Morton et Thomas Manton (en) L'année suivante, dans la période du complot papiste, commence la conférence d'un marchand dans la grande salle d'un café dans Exchange Alley. Quatre jeunes prédicateurs sont choisis comme conférenciers du soir, parmi lesquels Shower (avec Theophilus Dorrington (en), Thomas Goodwin le jeune et James Lambert) . Il est ordonné le 24 décembre 1679 par cinq ministres éjectés, dirigés par Richard Adams. Il devient immédiatement (en conservant son poste de professeur) assistant de Vincent Alsop à Tothill Street, Westminster, et occupe ce poste jusqu'en 1683, lorsque Sir Samuel Barnardiston (1er baronnet) (en) l'envoie à l'étranger avec deux autres jeunes ministres comme compagnons de son neveu, Samuel Barnardiston. Ils font le Grand Tour, visitant la France, la Suisse, l'Italie et le Rhin. A Amsterdam, en juillet 1684, ils se séparent.
Shower reste en Hollande jusqu'en 1686. De retour à Londres, il reprend son cours à Exchange Alley, mais la pression à laquelle sont alors soumis les non-conformistes le conduit à retourner en Hollande la même année. Il rejoint John Howe à Utrecht. Fin 1687, il devient professeur du soir à l'église presbytérienne anglaise de Rotterdam, dont Joseph Hill est l'un des pasteurs. Il retourne à Londres après avoir reçu un appel (19 janvier 1691) pour succéder à Daniel Williams (théologien) (en) comme assistant de Howe à Silver Street. Il y est populaire et reçoit bientôt un appel au pastorat de la congrégation presbytérienne de Curriers' Hall, London Wall, qu'il accepte le 8 mai 1691. Il occupe cette charge jusqu'à la mort, ayant été «marié» à son troupeau par Matthew Mead (pasteur) (en), comme le dit Edmund Calamy (historien) (en). À deux reprises, il déplace la congrégation dans des lieux de réunion plus grands, dans Jewin Street (1692) et Old Jewry (1701), ayant successivement comme assistants Timothy Rogers (1658-1728) et Joseph Bennet.
Shower est membre d'un club de ministres qui, pendant quelques années à partir de 1692, tient des réunions hebdomadaires à la maison du Dr Upton à Warwick Lane, Calamy étant l'animateur principal. Il succède (1697) à Samuel Annesley (en) comme l'un des conférenciers du mardi au Salters' Hall. Une fièvre, en mai 1706, laisse sa santé définitivement altérée. John Fox, qui lui rend visite en 1712, est impressionné par son « état et sa fierté ». Le 14 septembre 1713, il subit une attaque de paralysie à Epping. Il peut à nouveau prêcher, mais se retire du service actif le 27 mars 1715. Il meurt à Stoke Newington le 28 juin 1715 et est enterré à Highgate. Son sermon funéraire est prêché le 10 juillet par William Tong (pasteur) (en).

## Travaux
Il publie vingt et un sermons simples, dont des sermons funéraires pour Anne Barnardiston (1682), Richard Walter (1692), Queen Mary (1695), Nathaniel Oldfield (1696), Jane Papillon (1698), Nathaniel Taylor (1702), Nehemiah Grew, et une exhortation à l'ordination de Thomas Bradbury (en), ainsi que :
- "Réflexions pratiques sur les derniers tremblements de terre en Jamaïque", 1693.
- 'Le jour de grâce… Quatre sermons', 1694.
- "La religion de la famille, en trois lettres", 1694.
- 'Un compte rendu de la… vie… de M. Henry Gearing,' 1694.
- 'Le compagnon du deuil,' 1699 (2 parties).
- « Pensées et voies de Dieu », 1699.
- "Le ciel et l'enfer", 1700.
- 'Discours sacramentaux', 1702 (2 parties).
- « Réflexions sérieuses sur le temps et l'éternité », 5e éd. 1707.

## Famille
Il épouse, le 24 septembre 1687, à Utrecht, Elizabeth Falkener (morte en 1691), nièce de Thomas Papillon (en) ; et se remarie, le 29 décembre 1692, à Constance White (morte le 18 juillet 1701), dont trois enfants lui survivent.